# Cogliate
Cogliate (lombardul: San Dalmazzi, milánói nyelvjárásban: Cogliaa vagy Cugliáa) település Olaszországban, Lombardia régióban, Monza e Brianza megyében. Lakosainak száma 8424 fő (2023. január 1.). Cogliate Barlassina, Ceriano Laghetto, Cesano Maderno, Lentate sul Seveso, Misinto, Rovello Porro, Saronno és Seveso községekkel határos.

## Népesség
A település lakossága az elmúlt években az alábbi módon változott:
| Lakosok száma | 8492 | 8558 | 8510 | 8424 |
|               | 2013 | 2017 | 2018 | 2023 |